# Hollai Hehs Ottó
Hollai Hehs Ottó, Hollai (1945-ig Hehs Ottó) (Budapest, 1933. április 10. –) publicista, közíró, színész, fizioterapeuta.

## Családja
Anyja Fodor Erzsébet (1901–1998) Hajdú vármegyei földműves családból származott. Apja aradi polgári család sarja volt.
Nagyapja, id. Hehs Aladár mint laptulajdonos, a Trianonig szerkesztette a Monarchia magyar nyelvű, Hadsereg című katonai szakfolyóiratát. Apja, ifj. Hehs Aladár az első világháborúban saját apja lapjának haditudósítója volt, pályafutását újságíróként folytatta. A húszas évek végén feleségével és leánygyermekével Budapestre költöztek, Ottó fia már itt született.
Ifj. Hehs Aladár a harmincas évek elején aktívan részt vett egy németbarát, nemzetiszocialista, de ugyanakkor legitimista, (királyhű) politikában. 1932–33-ban pártot alapított Nemzetiszocialista Néppárt Legitimista Mozgalom név alatt. A pártnak nem volt jövője, de mint újságíró a jobboldalon maradt, a hungaristákkal, a Szálasi-féle radikális mozgalommal azonban nem értett egyet, bírálta őket. 1942-ben Nyilaskereszt-e a Magyarság útja? című politikai pamfletjében a válasz határozott nem volt. Talán ez az írás mentette meg később a halálbüntetéstől, amikor 1945-ben a GPU letartóztatta és átadta a magyar Államvédelmi Hatóságnak. 1946-ban, koncepciós perben mint háborús bűnöst 10 évre ítélték.

## Életútja
Hehs Ottó elemi iskoláit Budapesten végezte el, és itt kezdte el a gimnáziumot. Budapest ostroma és apja letartóztatása után, édesanyjával, és nővérével Aradra menekült. Középiskoláit az ottani Katolikus Gimnáziumban (később Magyar Vegyes Liceum) fejezte be, de az utolsó két évről – politikai okokból – eltanácsolták a gimnáziumból, és csak magánúton tudott leérettségizni. 1947-ben harmadmagával a Törekvő Ifjúság című diáklapot szerkesztette, de a közben „felnövő” kommunista hatalom a lapot betiltotta. 
1945–48 között, párhuzamosan középiskolai tanulmányaival, az Aradi Városi Színház gyermekszínésze, ahol nővére Hollai Edda néven színésznő volt, azóta használja ő is a Hollai előnevet. 1952-ben a bukaresti Filmművészeti Főiskolán felvételizett, de ezt követően letartóztatták, és 1955-ig politikai elítélt volt, büntetését a román gulág hírhedt börtöneiben ülte le. (Jilava, Duna–Fekete-tenger-csatorna, Nagyenyed. Oneşti stb.) Szabadulása után, ahogy ez szokás volt, a román államvédelem (Securitate) „közreműködésre” szólította fel, ami rehabilitációját egyengette volna. Hehs Ottó kategorikusan visszautasított minden együttműködést a kommunista hatalommal, és ezzel minden lehetőség, a kultúra területén való tevékenykedésre lezárult számára. 
1956-ban ismét letartóztatták és magyar, fegyveres forradalmi csoport megszervezésével vádolták, de megfelelő bizonyítékok hiányában ejtették a vádat. A Securitate zsarolása és ellenőrzése azonban szigorú maradt. 1955–1974 között bábszínész, bútorgyári munkás, kisegítő tanár, alkalmi munkás, könyvelő volt. 1958-ban megnősült, felesége fiatalon, 1968-ban leukémiában meghalt. 1974-ben sikerült az NSZK-ba emigrálnia, ahol nyugdíjazásáig mint gyógymasszőr dolgozott. Második, szintén erdélyi származású feleségével már ott házasodott meg.

## Kulturális és publicisztikai munkássága
Még a hatvanas, hetvenes években az aradi magyar művelődési életben igyekezett szerepet vállalni, kisebb nagyobb sikerrel. Irodalmi esteket rendezett, a helyi színházi csoport tagja volt. A Bukarestben megjelenő magyar nyelvű Művelődés folyóirat közölte néhány írását. A román Országos Rendezői Iroda (OSTA) versenyvizsgáján, még 1956-ban mint előadóművész működési engedélyt szerzett, de mint volt politikai elítéltnek semmi esélye nem volt a kultúra területén dolgozni. A román államvédelem állandó zaklatása miatt, hazatért volna Magyarországra, de honosítását visszautasították, akkor határozta el, hogy nyugatra emigrál. 1990-ben Németországból segélyakciókat szervezett Romániának és ismét írni kezdett. A nyolcvanas években, a müncheni Magyar Katolikus Misszió, és a Széchenyi Kőr keretében, előadásokon, irodalmi esteken szerepelt. Az utóbbi negyedszázadban több száz írása jelent meg. A Romániai Magyar Szónak, annak megszűnéséig; munkatársa volt, de írásait közölték kolozsvári Krónika, Szabadság, az aradi Nyugati Jelen és a pozsonyi Új Szó napilapok is. 1992 óta a Budapesten megjelenő Kapu folyóirat munkatársa, 2002 óta rovatvezetője) 1993-ban visszakapta magyar állampolgárságát, tagja a MÚOSZ-nak (Magyar Újságírók Országos Szövetsége) és a Nemzetközi Újságíró Szövetségnek (IFJ).

## Ismertebb írásai
- Skizofrén világunk – Kapu (1992)
- Az írott szó ereje – Romániai Magyar Szó (1993)
- Egységben az erő – Kapu (1994)
- Az iszlám mint politikai tényező – Kapu (1995)
- Kultúráink összeférhetetlensége – Romániai Magyar Szó (1996)
- Tiszta vizet a NATO pohárba – Új Magyarország (1996)
- Parlamenti gondolatok a kommunista győzelemről – Új Magyarország (1996)
- A bizalmatlanság hálójában – Romániai Magyar Szó (1998)
- Hollywood a németek ellen – Kapu (1997)
- Politika és becsület – Napi Magyarország (1998)
- Mi lesz veled Európa? – Romániai Magyar Szó (1999)
- Veszélyes játék Európával – Kapu (2004)
- A hajó tele van, talán mégis elsüllyed? – Kapu (2005) (A változó Európa)
- Új pénz, itt a mennyország? – Kapu (2006)
- A haldokló Nyugat I–II. Kapu (2008)
- A pártról (pártokról) – nyugati szemmel – Szabadság (Kolozsvár, 2008)
- A haldokló Nyugat I–II. Kapu (2008)
- Jönnek a sárgák – Kapu (2008)
- Szétmarcangolt társadalom, Kapu (2009)
- Változó világhatalmi viszonyok – Kapu (2010)
- „Sírni szeretnék”- Új Szó – Pozsony (2010)
- Isten, természet és a szupertechnika – Kapu (2011)
- A román politika tévelygése Szabadság (Kolozsvár (2012)
- Európa generációs problémái (I–II.) – Kapu (2012)
- Emlékezzünk a kommunizmus bűneire és áldozataira – Szabadság (Kolozsvár, 2012)
- Nyugati szemmel pártokról és pártoskodásról Szabadság (Kolozsvár, 2012)
- Portugál szél – Krónika (Kolozsvár, 2013)
- Európa, lesznek e még víg esztendők – Kapu (2013)
- Emigrációs hangok: Vissza- és előre tekintve (I–II.) Nyugati Jelen (Arad, 2013)
- A magyar út – Szabadság (Kolozsvár, 2013)
- Szobrokat emelünk, aztán ledöntjük – Nyugati Jelen (Arad, 2013)
- Zsákutcában az Európa-politika – Kapu (2014)
- Az ukrán válság háttere (I–II.) Nyugati Jelen (Arad, 2014)
- Zavaros világpolitika – Kapu (2014)
- Világunk a politika béklyójában I–II. Nyugati Jelen (Arad, 2014)
- Van e megoldás korunk egyik legnagyobb problémájára? – Magyar Nemzet (2015)
- Néhány szó a populizmusról – Krónika (Kolozsvár, 2015)
- Mélyponton a román–magyar kapcsolat (I–II.) Nyugati Jelen (Arad, 2015)
- Keresztény civilizációnk védelmében – avagy a probléma igazi oldala – Krónika (2015)
- Az isteneszmény válsága (I-II.) Nyugati Jelen (Arad, 2015)
- Brüsszel árulása – Magyar Nemzet (2015)
- Modern kori titkos társaságok – Krónika (2015)
- Unalmas parolák helyett cselekvést – Magyar Nemzet (2015)
- Változik a világpolitika, változik életünk is? Nyugati Jelen (2016)
- A nagy változások éve – Kapu (2016)
- Geopolitika (I–II.) Nyugati Jelen (2016)
- A Soros jelenség és a nyitott társadalom – Krónika (2016)
- Egy erősödő jobboldal színrelépése Európában? – Kapu (2017)
- Európa népei többet érdemelnek – Nyugati Jelen (2017)
- Európai biztonságpolitika és a NATO – Krónika (2017)
- A lényegről ma sem beszélnek – Nyugati Jelen (2018)
- Forrófejű gondolatok – Kapu (2018)
- Ellentmondások világa (I–IV.) Nyugati Jelen (Arad, 2018)
- Szabadság után – Kapu (2019)
- A keresztény hit és az egyház Nyugati Jelen (Arad, 2019)
- Muszlim kancellár Németországban? – Krónika (2019)
- Templomok és temetők – Nyugati Jelen (2019)
- Válságba vezet az állandó növekedési hajsza – Krónika (2019)

### Könyvei
- Skizofrén világunk. Kapu könyvek, Kalocsa, 1999 ISBN 9637706232
- Szent Istvántól Polgár Juditig. A magyar szellem 101 kiválósága. Magyar a Magyarért Alapítvány. Arad, 2004 ISBN 9737738195
- Nyitott Kapu . Heraldika. Budapest, 2013
- Betelt a pohár. Heraldika. Budapest, 2017 ISBN 9786155592065
- Egy új Európa reményében IJK Irodalmi Jelen Könyvek, 2022

## Válogatás a Toll és Igazságban megjelent írásaiból
- Vallásháborúk reneszánsza? Toll és Igazság. Társadalom-Politika. 2023.12.01.[2]

- Maradjunk a lényegnél. Toll és Igazság. Társadalom-Politika. 2024.02.07.[3]

- Tiszteletlen gőgösség. Toll és Igazság. Társadalom-Politika. 2024.02.09.[4]

- Önpusztító nemzet vagyunk? Toll és Igazság. Társadalom-Politika. 2024.02.13.[5]

- Biztonságpolitikai tárgyalások, amelyeken a béke szó kimaradt. Toll és Igazság. Társadalom-Politika. 2024.02.22.[6]

- Emlékezzünk és okuljunk. Toll és Igazság. Társadalom-Politika. 2024.03.14.[7]

- Egy fecske nem csinál nyarat. Toll és Igazság. Társadalom-Politika. 2024.03.21.[8]

- Anyu, Pisti visszaütött. Toll és Igazság. Társadalom-Politika. 2024.04.22.[9]

- Fekete fellegek. Toll és Igazság. Társadalom-Politika. 2024.05.03.[10]

- II. Első lépések. Toll és Igazság. Társadalom-Politika. 2024.05.04.[11]

- Történelmünk iszonyata.  Toll és Igazság. Társadalom-Politika. 2024.05.14. [12]

- Európa a süllyesztőben. Toll és Igazság. Társadalom-Politika. 2024.06.10.[13]

- Választások után. Toll és Igazság. Belpolitika. 2024.06.15. [14]

- Kenyértörés. Toll és Igazság. Külpolitika. 2024.06.23.[15]

- Demokráciánk és a politikai manőverek. Toll és Igazság. Belpolitika. 2024.07.12.[16]

- Aljas geopolitikai szándékok. Toll és Igazság. Külpolitika. 2024.07.17.[17]

- Függetlenség, semlegesség és nyers valóság. Toll és Igazság. Külpolitika. 2024.10.16.[18]

- Keresztény politikusok? Toll és Igazság. Társadalom-Politika. 2024.10.30.[19]

- Maradjunk inkább itthon. Toll és Igazság. Belpolitika. 2024.11.06.[20]
- A józan ész két hónapja. Toll és Igazság.  Egyéb. 2024.11.21.[21]
- Aktuális problémáink (A romániai választásokra) Toll és Igazság. Külpolitika. 2024.11.28.[22]

- Nacionalizmus – előnyei és buktatói. Toll és Igazság. Társadalom-Politika. 2024.12.13.[23]

- Évzáró filozofálás. Toll és Igazság. Vélemény. 2024.12.31.[24]

- Még néhány nap, és…Toll és Igazság. Külpolitika. 2025.01.16.[25]

- „S miért vagytok ti kiváltságosok?” Toll és Igazság. Társadalom-Politika. 2025.01.23.[26]

- A Nyugat fennmaradása. Atoll és Igazság. Külpolitika. 2025.04.06.Írta: _ |: Hollai Hehs Ottó: A Nyugat fennmaradása (magyar nyelven), 2025. április 6. (Hozzáférés: 2025. április 7.)
- Hollai Hehs Ottó: A helyes út kiválasztása. Toll és Igazság. Társadalom-Politika. 2025.04.25.[27]

- „István, a király”, és gondolataim. Toll és Igazság. Vélemény. 2025.05.10.[28]

- Új politikai stratégia. Toll és Igazság. Belpolitika. 2025.05.15.[29]

## Videófelvétel
- – Többféle háttérhatalom létezik? -Hollai Hehs Ottó, aki „Egy új Európa reményében” c.  könyvéről és életéről beszélt. Riporter Fekete Rita a Hit Rádió szerkesztő-műsorvezetője. – Youtube.com, Közzététel 2023. július 4.

- – Van Európának reménye a megmaradásra? Hollai Hehs Ottó. Riporter Fekete Rita a Hit Rádió szerkesztő-műsorvezetője. – Youtube.com, Közzététel 2023. július 28.

- – A demográfiai krízis lehet Európa ítélete Hollai Hehs Ottó. Riporter Fekete Rita a Hit Rádió szerkesztő-műsorvezetője. – Youtube.com, Közzététel 2023. szeptember 1.

- Ukrajnában tombol egy utolsót a gonosz? – Hollai Hehs Ottó. Riporter Fekete Rita a Hit Rádió szerkesztő-műsorvezetője. – Youtube.com, Közzététel 2023. november 4.